# 成田山川口分院

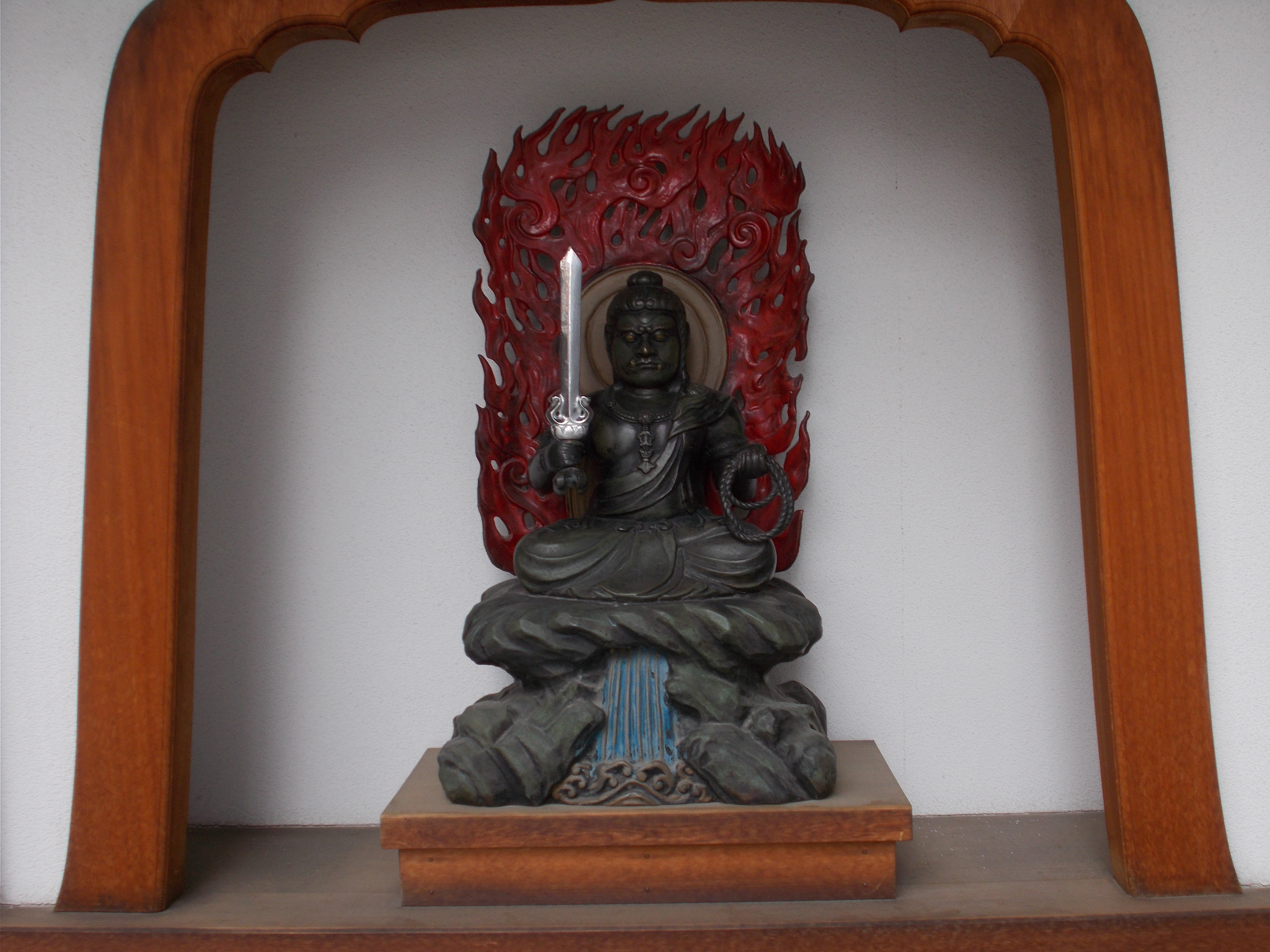
不動明王像

成田山川口分院（なりたさん かわぐちぶんいん）は、埼玉県川口市にある真言宗智山派の寺院である。成田山新勝寺（千葉県成田市）の分院で、通称は川口不動院。本尊は不動明王。

## 歴史
- 安永4年（1775年）川岸の守り仏として石仏の不動明王が建立。
- 明治年間 利剣不動尊として金山町に移転、その後明王寺として現在の本町に移転。
- 昭和30年（1955年）松田照應貫首よリ川口分院の称号を許守される。

## 交通アクセス
- JR京浜東北線川口駅から徒歩約5分
- 埼玉高速鉄道線川口元郷駅より徒歩15分